# Goudbandmarpissa
De scherpe marpissa of goudbandmarpissa (Marpissa pomatia) is een spinnensoort in de taxonomische indeling van de springspinnen (Salticidae).
Het dier behoort tot het geslacht Marpissa. De wetenschappelijke naam van de soort werd voor het eerst geldig gepubliceerd in 1802 door Charles Athanase Walckenaer.